# Vlaanderen Vakantieland
Vlaanderen Vakantieland was een Vlaams toeristisch televisieprogramma dat tussen 1990 en 2015 op zaterdag en zondag bij de openbare omroep op Eén werd uitgezonden. Het was daarmee de opvolger van het toeristische BRT-magazine Boeketje Vlaanderen (1984-89). In 2021 keert het programma terug.
Een vaste kern van verslaggevers bezoekt allerlei bestemmingen in binnen- en buitenland. Saartje Vandendriessche was sinds 2007 de presentatrice van het programma, daarvoor was dit onder meer Sabine Hagedoren.
De programmatitel komt van de brochure "Vlaanderen Vakantieland", die al een paar jaar daarvoor voor het eerst werd uitgegeven door het V.C.G.T (Vlaams Commissariaat-Generaal voor Toerisme), het huidige Toerisme Vlaanderen. Het programma werd gesponsord door touroperator Neckermann, die aan het einde van iedere aflevering een reis weggaf.
Het programma werd eind juni 2015 stopgezet als gevolg van de besparingen opgelegd door de Vlaamse regering-Bourgeois. De laatste aflevering werd uitgezonden op 31 oktober 2015. Na het stopzetten werden reportages uit het programma nog gebruikt om schermtijd overdag op te vullen.
Vanwege de coronacrisis besloot de VRT het programma nieuw leven in te blazen. De VRT wil daarmee naar eigen zeggen inspiratie bieden voor toerisme in eigen land, waar door de crisis meer nood aan is. Het nieuwe programma begon op 1 mei 2021. Het is wat ingekort en duurt 15 minuten. Laura Govaerts en Maureen Vanherberghen zijn de reporters en comédienne Soe Nsuki sluit het programma af met enkele suggesties onder de naam "Soegesties". In 2022 kwamen Jelle Mels en Pien Lefranc erbij als presentator. Mels als reportagemaker, Pien als presentator van de rubriek "CoPien", dat Soegesties afwisselt.
In 2023 viel het eindrubriekje van Pien Lefranc of Soe Nsuki weg.

## Presentatie
- 1990 tot 1994: Lea Van Hoeymissen
- 1994 tot 2000: Manuela Van Werde
- 2000 tot 2007: Sabine Hagedoren
- 2007 tot 2015: Saartje Vandendriessche
- 2009: invaller Erika Van Tielen
- 2021 tot heden: Maureen Vanherberghen & Laura Govaerts
- 2022 tot heden: Jelle Mels & Pien Lefranc

## Verslaggevers
Volgende reporters waren te zien in het programma (selectie):
- Saartje Vandendriessche
- Erika Van Tielen
- Nic Balthazar
- Lotte Verlackt
- Kobe Ilsen
- Katja Retsin
- Evy Gruyaert
- Cath Luyten
- Vincent Verelst
- Ben Roelants
- Thomas Vanderveken
- Kobe Van Herwegen
- Katrien Palmers
- Tatyana Beloy
- Kristien Maes
- Peter Pype
- Daphne Paelinck
- Hilde De Baerdemaeker
- Sabine Hagedoren
- Sandra Naelaerts
- Lies Martens
- Christophe Vanfleteren
- Manuela Van Werde
- Martine Prenen
- Benno Wauters
- Sabine De Vos
- Ann Mulders
- Sophie Dewaele
- Anja Daems
- Peter Lombaert
- Paul De Moor
- Ilse Van Den Broeck
- Chris Van Minnebruggen
- Herr Seele
- Peter Van Asbroeck
- Axl Peleman
- Ronald Verhaegen
- Bob Dejongh
- Ignace Bolle
- Robin Vissenaekens
- Andrea Croonenberghs
- Ianka Fleerackers
- Heidi Lenaerts
- Bart Van Avermaet
- Siegfried De Doncker
- Laura Govaerts
- Maureen Vanherberghen
- Soe Nsuki
- Jelle Mels
- Pien Lefranc